# Salinas Grandes, Nicaragua
Salinas Grandes är en liten badort och en comarca i kommunen León i västra Nicaragua. Den ligger vid Stillahavskusten, vid sydöstra änden av naturreservatet Isla Juan Venado. Förutom badgäster livnär sig orten på salttillverkning.

## Aktiviteter
Det finns utmärkta bad- och surfingmöjligheter längs den 12 kilometer långa havsstranden som sträcker sig ner till Puerto Sandino. Norr om Salinas Grandes ligger naturreservatet Isla Juan Venado mellan en lång obefolkad havsstrand och ett estuarium geneom vilket man med kayak kan ta sig till badorten Las Peñitas. Salinas Grandes är också en utmärkt plats för fågelskådning.

## Transporter
Salinas Grande nås genom en dålig grusväg som tar av från landsvägen mellan León och Managua.